# رودخانه (تربت حیدریه)
رودخانه (تربت حیدریه)، روستایی از توابع بخش جلگه‌رخ شهرستان تربت حیدریه در استان خراسان رضوی ایران است، روستای بسیار زیبا وباجاذبه گردشگری بسیار، وهم چنین دارای قنات هاوباغات زیادو زیباست. از محصولات این روستا می‌توان به زعفران، گندم، جووچغندر قند اشاره کرد.
از مزایای این روستا اب و هوای بسیار خوب و خاک خوب جهت محصولات کشاورزی می‌باشد ک این روستا محصولات نمونهٔ منطقه رو دارا می‌باشد.
این روستا به دوبخش قلعه بالا و قلعه پایین تقسیم می‌شود.

## جمعیت
این روستا در دهستان میان‌رخ قرار دارد و براساس سرشماری مرکز آمار ایران در سال ۱۳۸۵، جمعیت آن ۸۴۴ نفر (۲۱۸خانوار) بوده‌است.